# اسیر خشم
اسیر خشم فیلمی به کارگردانی و نویسندگی ممدوح اون محصول سال ۱۳۴۹ است.این فیلم در کوه های آنتالیا فیلمبرداری شده است.

## خلاصه داستان
"خطر اسپویل"
داستان یک انتقام خونین و پایان تراژیک
احمد، یک روستایی ساده به همراه همسر و فرزند کوچکش زندگی آرامی داشت. اما زمانی که همسایه‌شان با بستن راه آب مزرعه‌شان زندگی آن‌ها را مختل کرد، احمد برای حل این مشکل اقدام کرد. او به همسایه‌اش تذکر داد و راه آب را باز کرد. اما این کار به قیمت جان احمد تمام شد، چرا که همسایه خشمگین او را از پشت به قتل رساند.
همسر احمد به دنبال شکایت به پلیس رفت، اما به دلیل نبود شواهد کافی و شهادت‌های دروغین، قاتل آزاد شد. پسر کوچک احمد که از این اتفاق بسیار ناراحت شده بود، در سن ۱۱ سالگی تصمیم به انتقام گرفت و قاتل پدرش را به قتل رساند. این کار باعث شد تا او ۱۴ سال را در زندان سپری کند.
پس از آزادی و بزرگ شدن، علی (پسر احمد) به اشتباه گذشته‌اش پی برد و تلاش کرد تا با خانواده قاتل پدرش آشتی کند. اما آن‌ها که حالا به یک خانواده متخاصم تبدیل شده بودند، همچنان خواهان انتقام بودند و به مادر علی فشار می‌آوردند تا محل اختفای او را فاش کند.
علی برای اینکه به آزار و اذیت مادرش پایان دهد، یکی از دختران خانواده قاتل پدرش را ربود و آن‌ها را تهدید کرد که اگر به مادرش آسیبی برسانند، به دخترشان نیز آسیب خواهد رساند. اما در طول این مدت، بین علی و دختر ربوده شده، عشق شکفته شد و آن‌ها با هم ازدواج کردند.
وقتی دختر نزد خانواده‌اش برگشت و خبر بارداری‌اش را داد، برادرانش به شدت عصبانی شدند و مادر علی را مجازات کردند. مادر علی نیز که از این اتفاق بسیار ناراحت شده بود، به زندگی خود پایان داد. علی که از این اتفاق بسیار خشمگین شده بود، تمامی اعضای خانواده قاتل پدرش را کشت و سپس خود نیز دستگیر شد. در نهایت، همسر علی تنها و بی‌کس مانده و فیلم با یک پایان تراژیک به پایان می‌رسد.

## بازیگران
- فروزان : عایشه (با صدا پیشگی :هاندان کادی اوغلو)
- فاطما گیریک : ایراز ( با صدا پیشگی: جیان ماهفی توزوم)
- جونیت آرکین : علی /احمد ( با صدا پیشگی : عبدالرحمن پالای)
- بلال اینجی :  دورسون زال اوغلو (با صدا پیشگی:سعادتین اربیل)
- عصمت ارن :رجب زال اوغلو (با صدا پیشگی:اسن گونای)
- گیرای گونر
- بهجت نجار: حمزه زال اوغلو
- دویگو ساغروغلو

## جوایز
جایزه بهترین بازیگر زن برای خانم فاطما گیریک از دومین جشنواره فیلم غوزه طلایی آدانا (۱۹۷۰) 